# Erucius magnificus
Erucius magnificus är en insektsart som beskrevs av Rehn, J.A.G. 1904. Erucius magnificus ingår i släktet Erucius och familjen Chorotypidae. Inga underarter finns listade i Catalogue of Life.